# Franciabigio

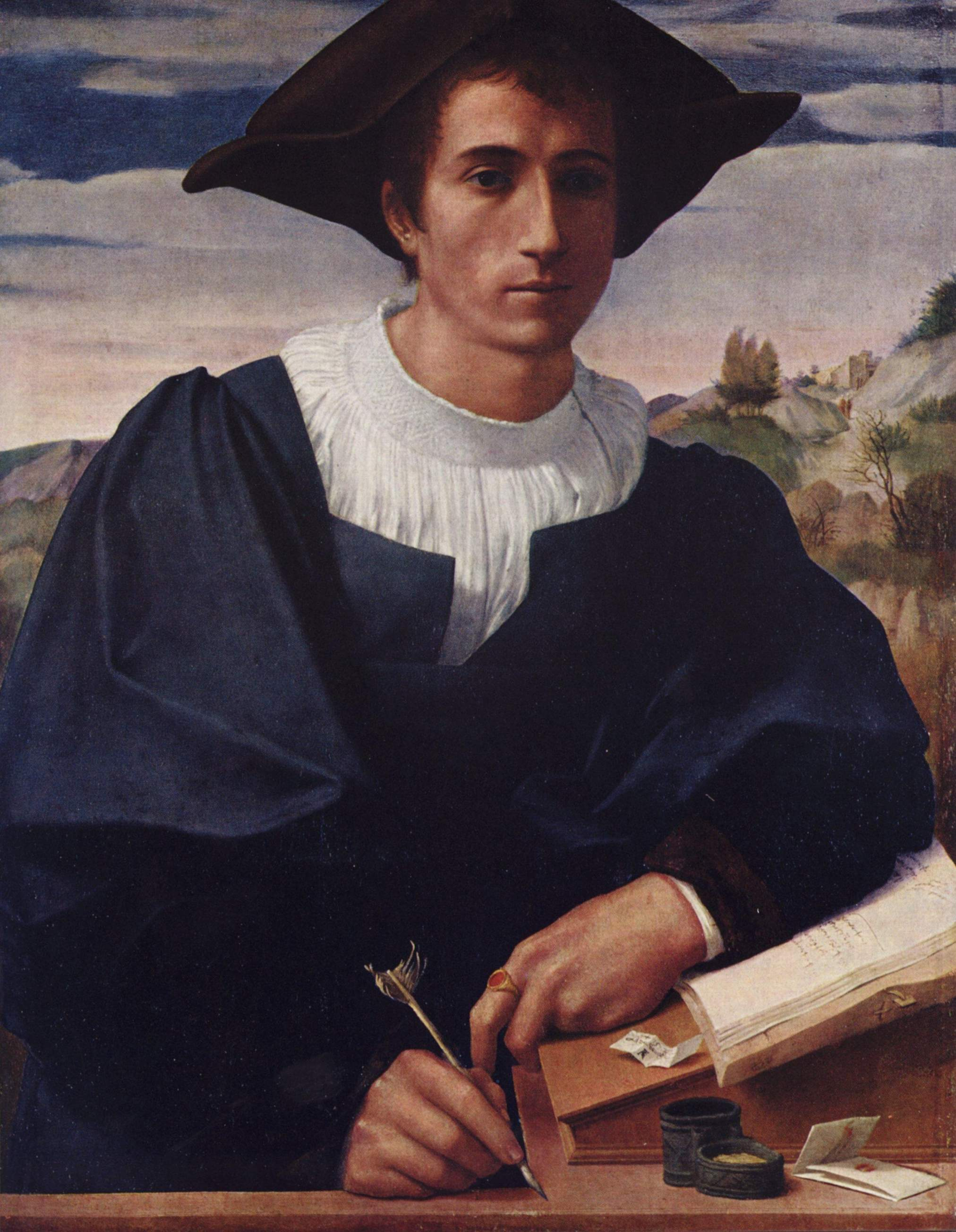
Porträtt av en ung man vid en skrivpulpet, målning av Franciabigio.

Franciabigio, egentligen Francesco de Christofano Bigio, född 1482, död 24 januari 1524, var en florentinsk målare.
Franciabigio stod under inflytande av Piero di Cosimo och särskilt av Andrea del Sarto, tillsammans med vilken han målade fresker i Sankta Annunziata i Florens. Franciabigio tog även intryck av Michelangelo, Leonardo da Vinci och Rafael. Franciabigios porträtt, uteslutande manliga, för till de äta som åstadkoms under det florentinska måleriets klassiska tid. I Uffizierna är han representerad med flera arbeten.